# ショルダーパッド

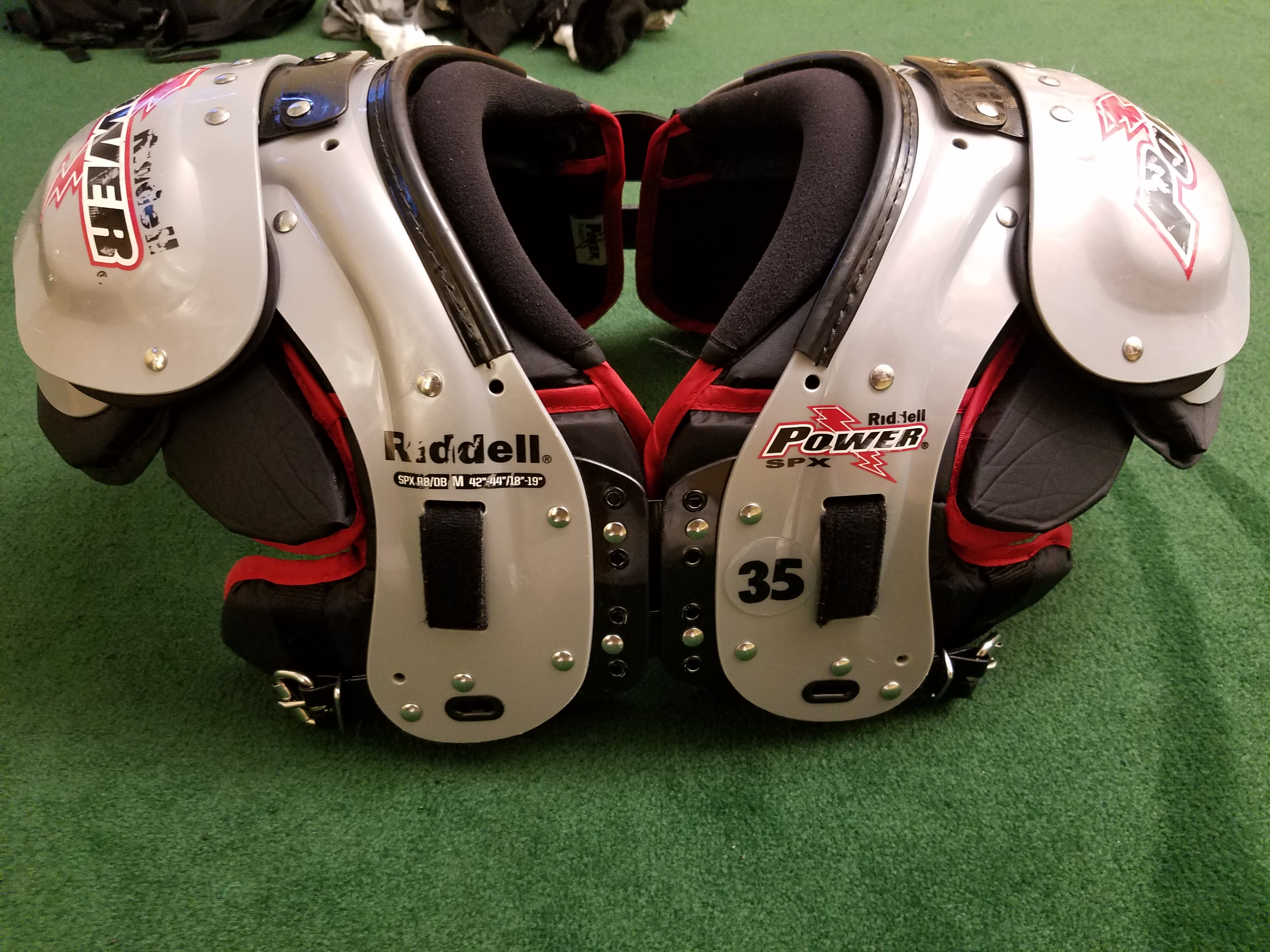
アメリカンフットボール用ショルダーパッド

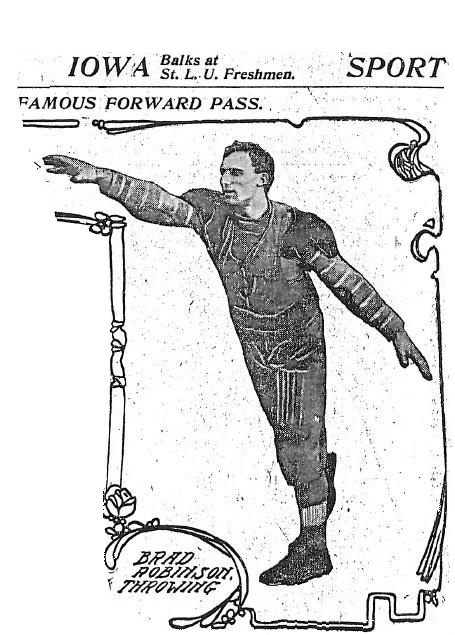
1906年、初期のショルダーパッド付きユニフォームを着たアメリカンフットボール選手、ブラッドベリー・ロビンソン。ロビンソンは、この年ルールで認められたフォワードパス（前方へのパス）を初めて投げた選手としても知られている。

ショルダーパッド（英語: shoulder pads）とは、アメリカンフットボールやカナディアンフットボール、ラクロス、ホッケーなどのコンタクトスポーツで用いられる肩や胸を守る防具。近年では衝撃を吸収するスポンジ状パッドの外側に硬いプラスチック製パーツを取り付けたものが一般的であり、パッドの各パーツはリベットやベルトで固定されていて、着用者の体型に合わせてある程度の調節ができる。
またこうしたスポーツ用具以外に、洋服の肩パッド（en:Shoulder pads (fashion)）やバッグの紐当、シートベルトの肩当などもショルダーパッドと呼ばれる。

## アメリカンフットボールのショルダーパッド
アメリカンフットボールの草分け時代である1870年ごろには肩や胸を守る防具はまだなかったため、選手は厚手のセーターのような上着にズボン、ストッキングを着用して試合をしていた。1890年代末ごろになると、肩にパッドを縫い付けたジャージを着用する選手が現れている。1920年代になると肩や胸、脇腹を保護するため皮を縫い付けたジャージも着用され始め、1930年代には今日のショルダーパッドの原型となる、肩のラインに合わせた皮革製のショルダーパッドが登場し、1960年代になるとより安全性の高いプラスチック製のショルダーパッドが使われるようになった。1974年には、アメリカンフットボールにおいて、すべてのプレーヤーにショルダーパッドの着用が義務付けられた。
アメリカンフットボールのショルダーパッドには、選手のポジション別に様々なタイプがある。例えばクォーターバック用のショルダーパッドは軽量でより肩が動きやすいようにできているが、相手選手との接触が多いラインマン用はよりがっしりとした作りになっている。
またショルダーパッドに似た防具にリブ・プロテクター（リブパッド）がある。これはショルダーパッドに取り付けてプレーヤーの腹部を覆うような形状をしており、脇腹・肋骨・背中を保護するための防具である。